# 佳能AL-1

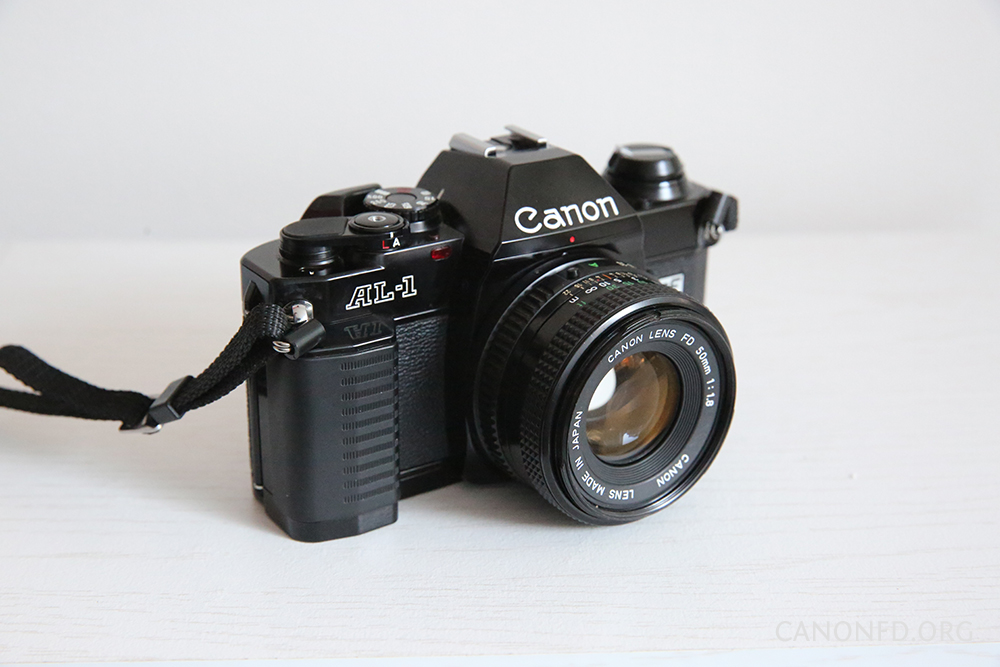

佳能 AL-1 是使用佳能 FD 卡口鏡頭的 35 毫米單眼相機。於1982年三月上市。
使用者除了可以使用佳能或其他公司生產的FD卡口鏡頭外，還可以使用佳能R、FL鏡頭（會有些限制）
由於這是一台定位在入門級之機種，故除了基本功能外，並沒有太多額外的功能。但也因此能夠使其售價降低
其功能有：QF對焦輔助、光圈優先模式（由鏡後測光的矽光電池所控制）、可手動調整快門速度，10秒自拍倒數。
其機身採用了特別的聚碳酸酯材質並上漆以彷金屬材質，有著較大的握把，並採用了較方便取得的AAA電池作為電源，機身上也有熱靴、捲片手把電子接點、快門線孔。
這也是最後一台在軍艦部採用佳能1960年代時的商標的單眼相機。
它的特色是「快速對焦」對焦輔助系統的引進，此系統主要目的是為了協助那些從觀景窗對焦有困難的使用者（如新手，或是眼力不佳的使用者）
並且意圖與 Pentax 所生產的第一台自動對焦相機 ME F 競爭。
QF對焦輔助系統採用的是對比對焦之原理，即利用一片部份反射的反光鏡，讓光線到達安裝於相機底部的三個線性CCD感光元件陣列，該系統會偵測此時對焦中心被攝物之對比度，若對比度達最高時，即代表此時影像是處於有對到焦的最清晰的狀況。
在觀景窗內下方，會有兩個紅色箭頭提示使用者該往哪個方向轉動對焦環以達到合焦之狀況，屆時兩箭頭中間的一個綠燈將會亮起。
這種對比對焦法是近幾年來一般小型數位相機的自動對焦系統所採用的方法。
值得一提的是，AL-1為佳能公司在自動對焦技術上所踏出的第一步，雖然離自動對焦系統還有一段距離，不過這台相機可說是對佳能工程師在單眼相機上設計對比偵測的一項考驗。